# Homalocnemidae
De Homalocnemidae zijn een familie uit de orde van de tweevleugeligen (Diptera), onderorde vliegen (Brachycera). Wereldwijd omvat deze familie 1 geslacht met 7 soorten.

## Taxonomie
- Geslacht Homalocnemis
  - Homalocnemis adelensis
  - Homalocnemis inexpleta
  - Homalocnemis maculipennis
  - Homalocnemis namibiensis
  - Homalocnemis nigripennis
  - Homalocnemis perspicua
  - Homalocnemis praesumpta